# Spalacomimus magnus
Spalacomimus magnus är en insektsart som först beskrevs av La Baume 1911.  Spalacomimus magnus ingår i släktet Spalacomimus och familjen vårtbitare. Inga underarter finns listade i Catalogue of Life.